# Thuốc thử Folin
Thuốc thử Folin hay natri 1,2-naphtoquinon-4-sunfonat là một thuốc thử hoá học dùng để đo nồng độ của các amin hay amino acid. Thuốc thử tạo màu đỏ tươi trong dung dịch kiềm và phát quang.
Không nên nhầm lẫn với thuốc thử Folin-Ciocalteu, là một hỗn hợp của natri volframat và natri molybđat dùng để phát hiện hợp chất chứa nhóm phenol.